# Malanje
Malanje è una città dell'Angola, capoluogo dell'omonima provincia, con una popolazione di circa 156 829 abitanti. È situata a 1151 m sul livello del mare, alle sorgenti del fiume Lutéte, affluente di destra del fiume Cuanza.
La città ha un mercato agricolo, è sede di industrie di trasformazione e possiede un aeroporto.
Amministrativamente è uno dei 67 comuni (comunas) della provincia.
Nella città si trova la cattedrale di Nostra Signora Assunta, sede dell'arcidiocesi di Malanje.